# Johann Hermann Leonhard
Johann Hermann Wilhelm Leonhard (* 8. August 1835 in Mülheim an der Ruhr; † 2. November 1905 in Berlin) war ein deutscher Arzt und Stifter der Augenheilanstalt Mülheim an der Ruhr.

## Leben
Er wurde als Sohn des Sanitätsrats Johann Hermann Leonhard (1805–1882) und seiner Frau Karoline, geborene Kaulbach, als zweites von fünf Kindern geboren. Sein Vater, ein niedergelassener Arzt, Wundarzt und Armenarzt, wechselte mit der Gründung des Evangelischen Kranken- und Versorgungshauses 1850 in den Krankenhausdienst und nahm dort die Position eines Chefarztes ein.
Nach dem Abitur 1854 an einem Essener Gymnasium schrieb sich der junge Johann Hermann Leonard zunächst an der Universität Berlin für das Fach Rechtswissenschaft ein, um dann 1857 an die Universität München zu wechseln. Dort studierte er statt Jura fortan Philosophie und schloss das Studium 1858 mit der Promotion ab. Seit der Schulzeit galt seine eigentliche Leidenschaft jedoch dem Bergbau. Nachdem er sich an der Universität Berlin nebenher bereits Grundkenntnisse des Bergrechts und der Mineralogie angeeignet hatte, wollte er den Bergbau auch in der Praxis kennenlernen. Von 1858 bis 1860 absolvierte er ein Praktikum in einem Bergwerk im Erzgebirge. Ein chronisches Augenleiden zwang ihn jedoch, diesen Berufswunsch aufzugeben.
Er begann ein Medizinstudium an der Universität Bonn, wechselte nach Berlin und schloss dort sein Studium 1863 mit der Promotion ab. 1864 erhielt er seine Approbation als praktischer Arzt, Wundarzt und Geburtshelfer. Anschließend kehrte er in seine Heimatstadt Mülheim zurück, ließ sich dort als Arzt nieder und arbeitete ab 1871 an der Seite seines Vaters am Evangelischen Krankenhaus. Mit dessen altersbedingtem Ausscheiden aus dem Krankenhausdienst übernahm der Sohn 1882 die Position des Chefarztes. Zwei Jahre später kündigte Leonhard und zog sich aus dem Arztberuf zurück. Grund dafür könnte sein Augenleiden gewesen sein, dass sich seit 1860 erheblich verstärkt hatte.
Mit dem Ausscheiden als Chefarzt zog Leonhard mit seiner Frau Margarete Stinnes (1840–1911) und der gemeinsamen Tochter Margarethe (Gretchen) 1884 nach Berlin, wo er sich verschiedenen wirtschaftlichen Aktivitäten widmete. Nach dem frühen Tod der Tochter im Alter von 23 Jahren beschloss das Ehepaar Leonhard 1903, einen wesentlichen Teil ihres beträchtlichen Vermögens in eine Stiftung zugunsten ihrer Heimatstadt Mülheim an der Ruhr einzubringen. Auf die Gründung der „Gretchen Leonhard-Stiftung“ (1903) zum Bau von Spiel- und Sportstätten auf dem Mülheimer Kahlenberg folgten die „Stiftung Augenheilanstalt“ (1904) sowie die „Leonhard-Stinnes-Stiftung“ (ebenfalls 1904), letztere zur finanziellen Absicherung der beiden vorherigen Stiftungen. Kurz nachdem er die Stiftungen auf den Weg gebracht hatte, starb Johann Hermann Leonhard im Alter von 70 Jahren. Die Eröffnung der von ihm gestifteten Augenheilanstalt im Sommer 1907 erlebte er nicht mehr.

## Sonstige Quellen
- Stadtarchiv Mülheim an der Ruhr, Bestand 1550 (Mülheimer Persönlichkeiten)
- Stadtarchiv Mülheim an der Ruhr, Bestand 1610 (Nachlass Familie Leonhard)